# رابان رباج
رابان رباج (انگلیسی: Rayan Rebbadj؛ زادهٔ ۱۵ اوت ۱۹۹۹) بازیکن راگبی ۱۵ نفره الجزایری‌تبار اهل فرانسه است.
وی همچنین در تیم ملی راگبی ۷ نفره فرانسه بازی کرده است.
وی در مسابقات کشوری و بین‌المللی در مجموع برندهٔ ۱ مدال طلا شده است.